# Брайт Кларк, Хелен
Хелен Брайт Кларк — британская активистка за права женщин и суфражистка. Дочь радикального члена парламента, видный оратор за избирательные права женщин, который входил в основу движения за избирательное право 19-го века в Юго-Западной Англии. Будучи либералом во всех смыслах, способствовала движению к всеобщему человеческому братству через деятельность в организациях, которые помогали бывшим рабам и коренным народам.

## Ранние годы
В 1840 году Хелен Пристман Брайт родилась в Рочдейле, Ланкашир, Англия в семье квакеров Элизабет Пристман Брайт и будущего члена тайного совета, государственного деятеля Джона Брайта. Её мать вскоре заболела, а затем умерла от туберкулёза в сентябре 1841 года. Сестра Джона Брайта, Присцилла Брайт, позже Присцилла Брайт Макларен, заняла место матери и значительно повлияла на воспитание Хелен. Через шесть лет после смерти её матери отец снова женился, и их семья пополнилась ещё семерыми детьми, включая Джона Альберта Брайта и Уильяма Литема Брайта.
Хелен посещала квакерскую школу в Саутпорте под опекой Ханны Уоллис — это была та же школа, которую посещала её тётя Присцилла, чьей наставницей была мать Уоллис. В 1851 году тётя Присцилла родила дочь Хелен Присциллу Макларен.

## Женское избирательное право
Дома у Брайтов хранились экземпляры эссе, написанных Джоном Стюартом Миллем, и юную Хелен особенно заинтересовало женское избирательное право — идея о том, что право голоса должно быть распространено на женщин. В 1861 году она писала своей сводной кузине Агнес Макларен: «Как нелепо говорить о репрессиях и налогообложении, идущих рука об руку, и при этом полностью исключающих одну половину населения из процесса голосования». В 1866 году она подписала «дамскую петицию» об избирательном праве, распространяемую Элизабет Гаррет и Эмили Дэвис, как и её бывшая учительница Ханна Уоллис. Петиция с 1499 подписями была представлена Миллем в Палате общин в июне 1866 года. Позже в том же году Хелен вышла замуж за Уильяма Стивенса Кларка (1839—1925) из Стрит, Сомерсет. Уильям Кларк был либеральным квакером, владельцем обувной компании Clarks и членом семьи, поддерживающей права женщин: его сестра и племянница также подписали петицию о предоставлении женщинам избирательного права.
Кларк присоединилась к Избирательному комитету женщин в 1866-67 году и в 1870 стала членом Манчестерского Национального общества женского избирательного права. Кларк впервые выступила на публике в 1872 году, прочитав лекцию в Тонтоне во время встречи, организованной Национальным обществом за избирательное право женщин Бристоля и Западной Англии. В своей речи она подвергла сомнению иронию ситуации: «Удивительно, что для женщины считается правильным танцевать в зале, но когда она осмеливается публично выступить в защиту мира, морали и справедливости, это уже выходит за рамки понимания».
9 марта 1876 года в «Виктория-рум», Клифтон, Бристоль, Кларк решительно высказалась против невозможности предоставления женщинам право голоса и в поддержку парламентского законопроекта, внесённого с этой целью неким мистером Форсайтом. 26 апреля отец Кларк Джон Брайт, член парламента, выступил в Палате общин против законопроекта, заявив, что «он, похоже, основан на предложении, которое является несостоятельным… этот законопроект может вызвать вражду между полами».

23 января 1879 года в Бристоле Кларк произнесла волнующую речь в защиту избирательного права, которая позже была напечатана и распространена в виде четырёхстраничной брошюры. В ней было отмечено, что борьба за избирательное право женщин рассматривалась многими «главным образом как сентиментальная», хотя на самом деле «на переднем плане стоят вопросы мира и войны». Кларк утверждала, что политическая власть женщин должна быть призвана выступать за мир и способствовать прогрессу общества. Об избирательном праве, она говорила: 
я считаю это право великим символом и, так сказать, внешним выражением великого пробуждения, интеллектуального и нравственного, среди женщин — и не только среди более образованных, но и среди тысяч домохозяек и верующих, которые были особенно впечатлены моральными аспектами политического уничтожения их пола
.
В 1881 году Кларк выступила в авангарде женской демонстрации в Брэдфорде.

### Либеральная конвенция в Лидсе, 1883
В Лидсе 17-18 октября 1883 года был проведен крупный съезд Национальной либеральной федерации, с целью определения позиции по вопросу об избтрательном праве. Хотя Джон Брайт был признанным лидером либералов, в течение двух дней дебатов среди делегатов от 500 либеральных ассоциаций председательствовал Джон Морли. Среди нескольких женщин, избранных делегатами, были дочь Брайта Хелен Кларк и Джейн Кобден, дочь радикального государственного деятеля Ричарда Кобдена. Когда Уолтер Макларен из Брэдфорда в первое же утро выступил с предложением включить резолюцию в поддержку избирательного права женщин, обе женщины-делегата решительно высказались за. Хотя Брайт считался радикалом и либералом, и хотя он сопровождал Милля во время представления дамской петиции в Палату общин, никогда лично не высказывался за то, чтобы женщины голосовали. Хелен Кларк выступила «со своим страстным обращением» перед своим отцом, 1600 делегатами и Сьюзен Б. Энтони, приехавшей из Америки, приведя всех собравшихся к «тихому и глубокому молчанию». Энтони описала, каким героизмом казалось дочери говорить о верности своим собственным высоким убеждениям, даже когда эти убеждения были «оппозиционны мнению её любимого и уважаемого отца». Только 30 делегатов проголосовали против резолюции.
Джон Брайт председательствовал на большом публичном собрании, состоявшемся в ратуше вечером второго дня. На собрание пришло около 5000 человек, но многим было отказано из-за нехватки мест. Брайт был представлен сэром Уилфридом Лоусоном, который пошутил, что резолюция, принятая конференцией, была «несколько опережающей вечерашние идеи оратора», комментарий, который вызвал рёв смеха толпы и весёлую усмешку Брайта. Однако, в своей речи Брайт, вдохновенно повествовавший о либеральных достижениях, избегал, по мнению Энтони, упоминания резолюции о женском избирательном праве и любого признания небольших, но значительных шагов в направлении эмансипации женщин, которые имели место в Великобритании с 1866 по 1882 год.

## Умеренные позиции и борьба за мир
В мае 1884 года Хелен Кларк разорвала отношения со своей тётей Присциллой Брайт Макларен, которая вместе с Урсулой Меллор Брайт выступала за более радикальные реформы. Кларк встала на сторону Лидии Беккер и её сторонников, которые поддержали предложение, внесённое Уильямом Вудаллом в законопроект о либеральной реформе. Предложение Вудалла было поэтапным: он предлагал дать право голоса только незамужним женщинам. Кларк поддержала его на том основании, что этот не вполне удовлетворительный пункт имеет больше шансов на принятие и впоследствии может быть использован в качестве клина, с помощью которого можно расширить избирательное право женщин. После нескольких попыток в 1889 году, Вудаллу так и не удалось закрепить такой пункт в законопроекте перед Палатой.
В начале 1890-х годов Элизабет Кейди Стэнтон путешествовала по Европе, в поисках поддержки и единомышленников, которые бы согласились принять принять участие в её незавершенной работе Библия женщины. Однажды вечером в доме Кларк Стэнтон говорила с другими гостями о состоянии избирательного движения в Америке. Присутствующие местные священнослужители расспрашивали её о библейском положении женщины по отношению к мужчине. И Стэнтон подробно описала, как равенство между полами поддерживалось библейским стихом, но что каждый может цитировать Библию выборочно, чтобы поддержать выгодную точку зрения. Из-за этого, по словам Стэнтон, она ограничена в своих правах. Кларк, хотя и сочувствовала взглядам Стэнтон, высказала ей свое опасение, что некоторые из самых строгих присутствующих могли быть шокированы ее ультралиберальными взглядами.
В 1914 году, когда в Европе разгоралась война, Кларк присоединилась к Международному женскому избирательному альянсу (IWSA), группе женщин, которые стремились добиться избирательного права и большинство из которых выступали за мир во всём мире. Кларк подписала «открытое рождественское письмо», адресованное «женщинам Германии и Австрии», которое было опубликовано в журнале IWSA Jus Suffragii в январе 1915 года. Среди других 100 подписавших были Маргарет Эштон, Эмили Хобхаус, Сильвия Панкхёрст и другие женщины, объединённые желанием скорейшего прекращения военных действий. Это письмо было призывом к миру во всём мире среди женщин, и на него ответили 155 немецких феминисток, включая Аниту Аугспург, Лиду Густаву Хейманн и Розу Майредер. Американка Кэрри Чапмен Кэтт, соосновательница IWSA, предложила, чтобы вместо ежегодной встречи организации, которая должна была состояться в Берлине (что оказалось невозможным из-за войны), состоялся Международный конгресс женщин в Гааге 28 апреля. Кларк поняла, что её позиция в Национальном союзе женских избирательных обществ (NUWSS) оказалась в меньшинстве: она выступала за то, чтобы направить делегатов в Гаагу в апреле. Но большинство членов NUWSS было в первую очередь озабочено тем, чтобы помочь мужчинам Великобритании выиграть войну.

## Расовое равенство
Будучи ещё ребёнком, во время поездки в Англию, Хелен Кларк познакомилась с Фредериком Дугласом, который тогда подружился с её отцом Джоном Брайтом. Кларк слышала, как Дуглас говорил о состоянии расового неравенства в Америке. Когда Дуглас вернулся в Англию в 1886-87 годах, он был гостем в её доме и рассказывал о расовом угнетении, кастовых барьерах и «полной неспособности афроамериканцев защитить себя без избирательного бюллетеня, которого они были лишены жестокими преследованиями и мошенническими манипуляциями с избирательным ящиком». Для соседки Хелен Кларк — Кэтрин Импи, также присутствовавшей на этой встрече, Дуглас со своей речью стал вдохновителем на запуск журнала под названием Anti-Caste в 1888 году, посвящённого «интересам цветной расы» и ставшего первым антирасистским журналом в Англии.
В 1860-х годах Кларк стала активным членом британского отделения Общества помощи вольноотпущенникам, которое стремилось помочь бывшим рабам в создании простых, но удобных домов. В 1880-х годах Кларк была одним из основателей Общества содействия человеческому братству. В 1906 году, вместе с Хеленой Браунсворд Доусон и Джейн Кобден Анвин, Кларк стала активным членом Общества защиты коренного населения.

## Личная жизнь
Кларк родила четырех дочерей и двух сыновей, которые стали активистами в продвижении прав человека. Маргарет Кларк Джиллетт (1878—1962) была ботаником и суфражисткой. Элис Кларк и её сестра Эстер Брайт Клотье были сменяющими друг друга секретарями NUWSS. Хильда Кларк стала врачом, гуманистом и активно участвовала в движении за мир. Роджер Кларк был одним из основателей Лиги друзей за избирательное право женщин, квакерской группы реформаторов. Жена Роджера Кларка Сара Бэнкрофт Кларк состояла в «налоговом сопротивлении» и была суфражисткой, активной в нескольких политических группах. В 1900 году Кларк жила в Милфилде, Стрит, Сомерсет, Англия.